# Brod (Petrovice)
Brod je samota, část obce Petrovice v okrese Příbram ve Středočeském kraji. Nachází se čtyři kilometry východně od Petrovic. Osadou protéká Varovský potok. Brod leží v katastrálním území Obděnice o výměře 6,72 km².

## Historie
První písemná zmínka o vesnici pochází z roku 1407.

## Obyvatelstvo
| Rok            | 1869 | 1880 | 1890 | 1900 | 1910 | 1921 | 1930 | 1950 | 1961 | 1970 | 1980 | 1991 | 2001 | 2011 | 2021 |
| -------------- | ---- | ---- | ---- | ---- | ---- | ---- | ---- | ---- | ---- | ---- | ---- | ---- | ---- | ---- | ---- |
| Počet obyvatel | 21   | 27   | 17   | 18   | 16   | 16   | 13   | 8    | 10   | 12   | 7    | 7    | 5    | 9    | 8    |
| Počet domů     | 3    | 2    | 3    | 3    | 3    | 3    | 3    | 2    | 2    | 2    | 1    | 2    | 3    | 2    | 2    |

## Obecní správa
Při sčítání lidu v letech 1850–1979 Brod byl částí obce Obděnice, se kterým patřil nejprve do okresu Sedlčany, ale v roce 1950 v okrese Milevsko a od roku 1960 v okrese Příbram. Od 1. ledna 1980 je částí obce Petrovice v okrese Příbram.

## Pamětihodnosti
- Bývalý mlýn čp. 2 a 3

## Další fotografie

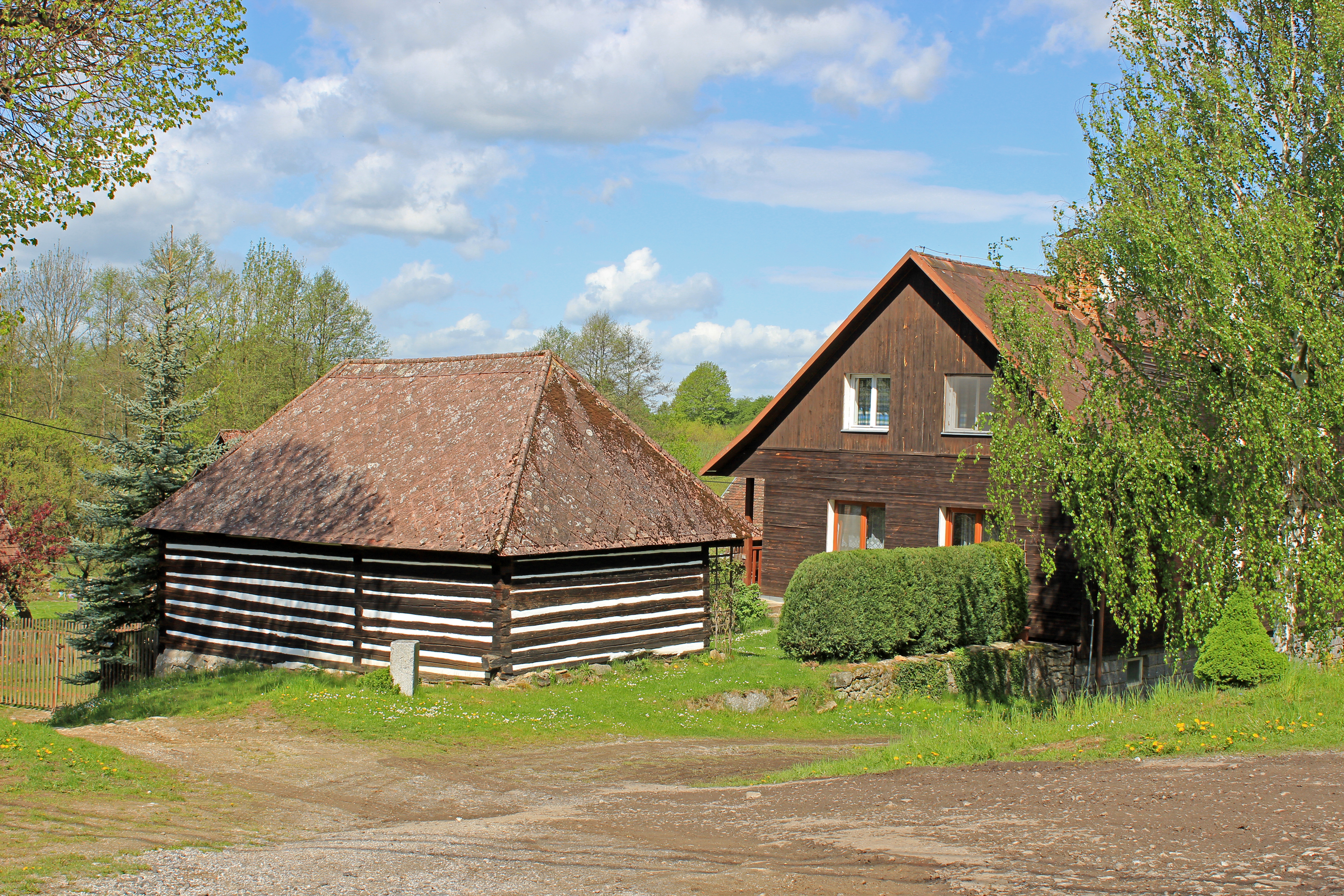
Dům čp. 1
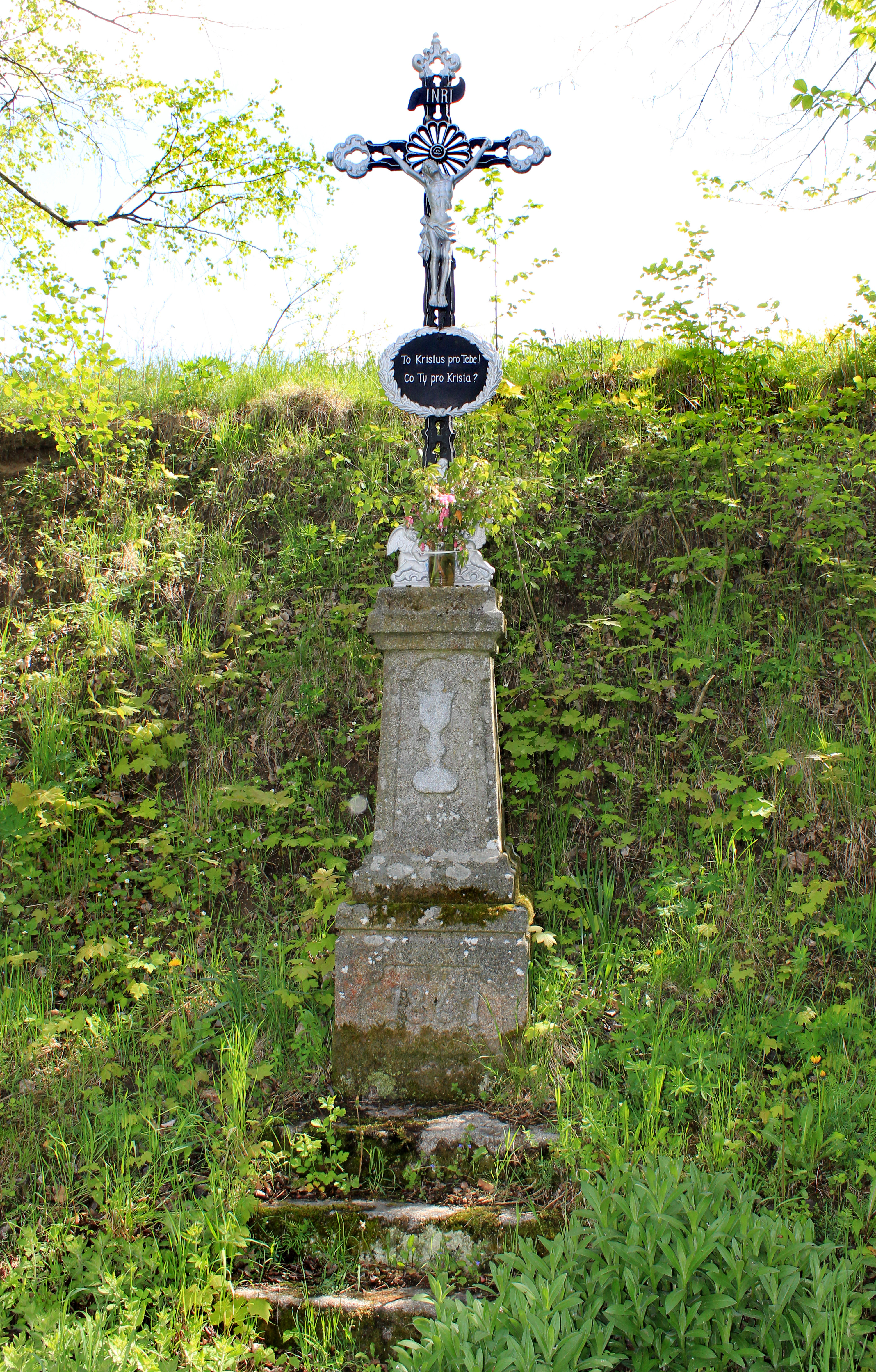
Křížek u cesty
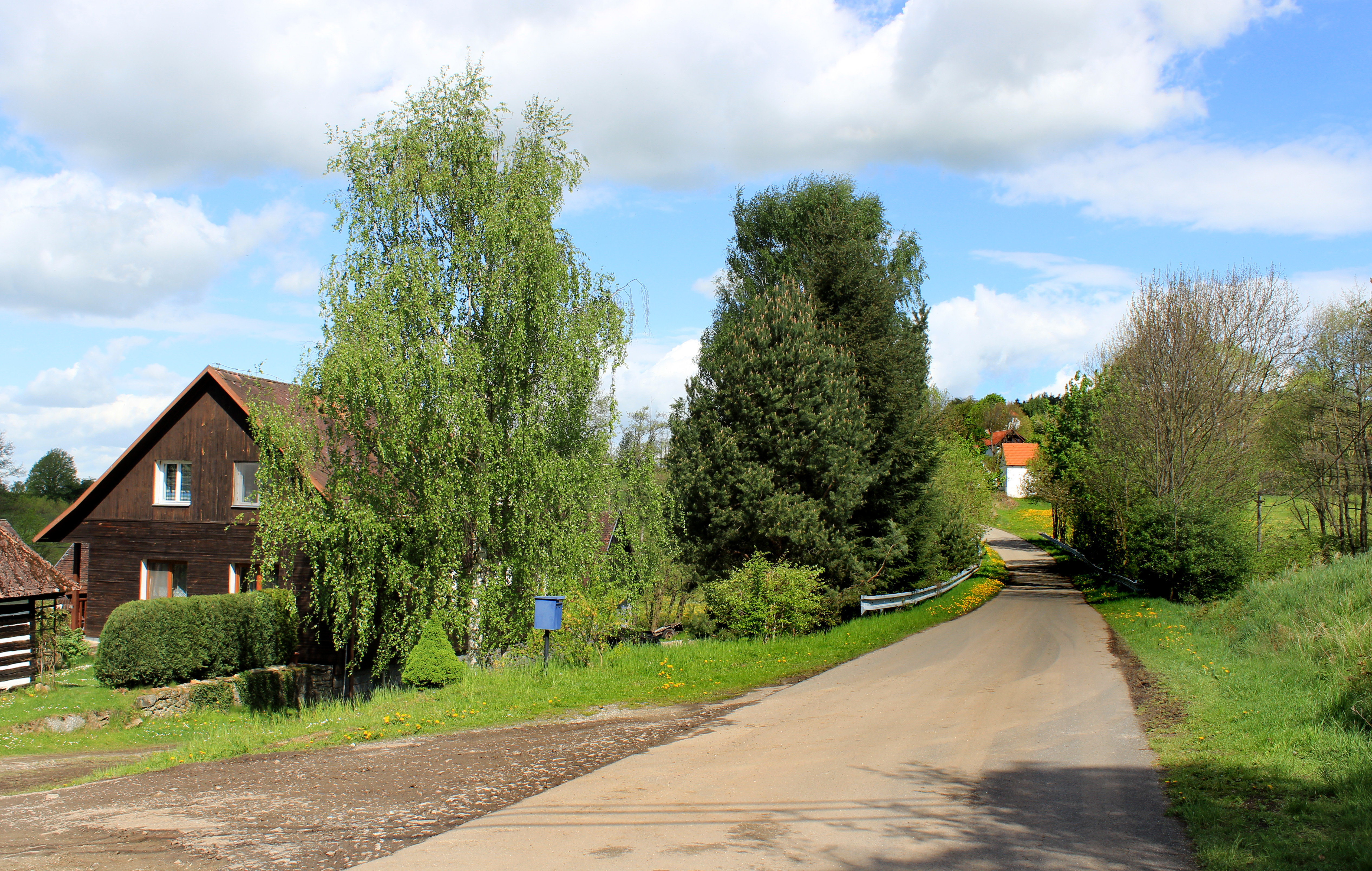
Silnice k Bratříkovicím (v pozadí)